# Kyjov (Žďár nad Sázavou-i járás)
Kyjov (németül: Kyjow) község Csehországban, Žďár nad Sázavou-i járásban. Kyjov Pavlov, Černá és Bohdalov településekkel határos. Lakosainak száma 51 fő (2024. január 1.).

## Népesség
A település lakosságának változását az alábbi diagram mutatja:
| Lakosok száma | 93   | 115  | 106  | 88   | 70   | 52   | 49   | 45   | 46   | 51   |
|               | 1869 | 1890 | 1921 | 1950 | 1980 | 2001 | 2017 | 2019 | 2022 | 2024 |